# SoftBank 101SH
AQUOS PHONE THE HYBRID 101SH（アクオスフォン ザ ハイブリッド イチマルイチエスエイチ）は、シャープが開発しソフトバンクモバイルが販売するAndroid搭載スマートフォンである。

## 概要
007SHの後継機種ではあるが、回転2軸式を採用していた前作と違い今回はスライド式を採用している。

カーソルキーとテンキーの操作は基本的に007SHと同じ仕様である。ただし007SHでテンキー下に搭載されていたカメラキーと検索キー、ホームキーは搭載していない。

なお、GSMには対応していない。 

## その他機能
| 主な対応サービス                                                 | 主な対応サービス   | 主な対応サービス                       | 主な対応サービス                           |
| ---------------------------------------------------------------- | ------------------ | -------------------------------------- | ------------------------------------------ |
| タッチパネル                                                     | WVGA液晶 3.4インチ | フルブラウザ                           | 3Gハイスピード 7.2Mbps(受信)/1.4Mbps(送信) |
| Android 2.3                                                      | Flash 10.3         | WiFi                                   | GPS                                        |
| 800万画素カメラ                                                  | ワンセグ           | デジタルオーディオプレーヤー(AAC)(WMA) | おサイフケータイ                           |
| Bluetooth（Ver.3.0／SPP、A2DP、AVRCP、HFP、OPP、HSP、HID、PBAP） | 赤外線通信         | 緊急速報メール                         | 防水                                       |

## 歴史
- 2011年9月29日 - 2011年度冬春モデル発表会にて発表。
- 2011年11月18日 - 発売開始。